# Novell GroupWise
GroupWise – oprogramowanie do pracy grupowej rozwijane i wspierane przez firmę Microfocus, zawierające pocztę e-mail, kalendarze (grupowe i indywidualne), zarządzanie informacjami osobistymi, komunikator oraz system obiegu dokumentów.
Platforma składa się z oprogramowania klienckiego, które jest dostępne dla systemów Microsoft Windows, OS X i Linux, oraz oprogramowania serwerowego, które jest obsługiwane przez systemy Windows Server  i Linux (SuSE Linux Enterprise Server). 
Najnowsza generacja platformy została wydana w 2016 roku i jest oznaczona jako GroupWise 2014R2.
Najważniejsze cechy systemu od strony użytkowej klienta:
- możliwość współdzielenia w obrębie systemu przez użytkowników poczty, dokumentów;
- współdzielenie książek adresowych;
- centralne lokowanie reguł na serwerze urzędu pocztowego;
- szyfrowane skrzynki pocztowej off-line na stacji klienta;
- duże możliwości personalizacji klienta.

Najważniejsze cechy od strony serwera i administracji:
- zintegrowanie z usługami katalogowymi Novell eDirectory, Microsoft Active Directory;
- możliwość instalacji na serwerach MS Windows, SuSE Linux;
- duża skalowalność systemu – podczas demonstracji systemu w wersji 7, w 2005 w Holandii, zademonstrowano działający systemu zbudowany w oparciu o kilka serwerów obsługujący 604 000 skrzynek pocztowych.

## Historia
Początki GroupWise sięgają 1986 roku, kiedy powstał jako biblioteka do pakietu WordPerfect, który początkowo był uruchamiany na platformie Amigi i komputerach Data General.
W 1987 roku pakiet WordPerfect migrował na platformę DOS/PC. Zawierał wtedy osobisty kalendarz, edytor, kalkulator oraz menadżer plików.
W latach 1990–1993 kolejne wersje pakietu zostały rozszerzone o platformy Macintosh, niektóre wersje Unixa i w końcu o system MS Windows.
Pierwszy przełom nastąpił w roku 1994, kiedy WordPerfect Corporation została przejęta przez pochodzącą z tego samego stanu Utah firmę – Novell.
Wkrótce potem Novell większość produktów firmy odsprzedał kanadyjskiej firmie – Corel Corporation, zostawiając sobie platformę WordPerfect Office, której zmienił nazwę na Groupwise.
Jego pierwsza wersja oznaczona była numerem 4.1 i, bazując na serwerach Netware, została zintegrowana z usługami katalogowymi – NDS-em.
Kolejne wersje uzyskiwały rozszerzenia i dodatki – najpierw dostęp do skrzynek poprzez protokół http (webaccess), a potem POP3, IMAP. Napisano do systemu dodatki pozwalające na komunikacje z systemami Microsoft Exchange oraz Lotus Notes.
W 2004 roku wersja 6.5 doczekała się serwerowej platformy linuksowej (SuSE Linux Enterprise Serwer).
8 wersja systemu o roboczej nazwie Bonsai ukazała się na rynku w październiku 2008.
We wrześniu 2014 roku, gdy Novell został przejęty przez firmę Micro Focus, system GroupWise dalej jest rozwijany pod tą nazwą.